# Hospital de la Caritat
L'Hospital de la Caritat de Vilafranca, Els Ports, és un antic hospital construït entre al segle xiv, ubicat al nucli antic entre els carrers Abadia i Sant Roc, en funció fins a l'any 1950, quan va ser rehabilitat. Té una portada de pedra llaurada i per damunt la porta hi ha un arc.
És la seu de la Comissió de Festes, el Club Ciclista Picaio, el Centre Excursionista de Vilafranca, l'Associació Esportiva de Vilafranca i el PSPV-PSOE Vilafranca.